# 마쓰다이라 다카마사
마쓰다이라 다카마사(松平隆政)는 에도 시대 전기의 다이묘로서 이즈모 모리 번 초대 번주이다. 막부에선 소샤반(奏者番)을 맡았다. 나오마사 계 에치젠 마쓰다이라 가 모리 번 분가(直政系越前松平家母里藩分家) 초대 당주. 관위는 종오위하. 정실은 마쓰다이라 노리나가(松平憲良)의 딸.
다카마사는 마쓰에번주 마쓰다이라 나오마사의 삼남(서자)이다. 어머니는 나오마사의 측실 하세가와 씨(長谷川氏).